# Folke Alin (teolog)
Tyko Folke Alin, född 14 september 1878 i Husby församling, Stockholms län, död 17 april 1923, var en svensk teolog.
Alin blev student vid Lunds universitet 1897, filosofie kandidat 1899, avlade teoretisk teologisk examen 1902 och praktisk teologisk examen 1906, blev teologie licentiat 1908 och teologie doktor 1910.
Alin var lärare vid Beskowska skolan i Stockholm 1909–1912, lektor i kristendomskunskap och filosofi vid Katedralskolan i Lund från 1912 och docent i dogmatik vid Lunds universitet från 1917.
Folke Alin är begravd på Norra kyrkogården i Lund. Han var gift med Signe Bosson-Alin, och Anna Alin-Bosson var hans syster.